# Wilfried Meert
Wilfried Meert (Ternat, 23 februari 1945) is een voormalig Vlaams journalist. Hij is vooral bekend als medeoprichter en voormalig organisator van de jaarlijkse atletiekmeeting de Memorial Van Damme in Brussel.

## Biografie
Meert begon zijn journalistieke carrière in 1970 bij het dagblad Het Laatste Nieuws en het sportweekblad Sport 70. Hij stond in 1977 mede aan de basis van de Memorial Van Damme, een jaarlijkse atletiekmeeting in het Koning Boudewijnstadion in Brussel. Deze wedstrijd maakt deel uit van de internationale Diamond League en is een van de meest prestigieuze atletiekwedstrijden ter wereld.
In maart 1987 werd Meert benoemd tot secretaris-generaal van Koninklijke Belgische Atletiekbond (KBAB). In 1991 werd hij verkozen tot council van de Europese Atletiek Associatie (EAA).
In februari 2017 volgde voormalig atleet Cédric Van Branteghem hem op als meetingdirecteur van de Memorial Van Damme. Meert blijft wel adviseur van de memorial.